# Менвиль (Эна)
Менви́ль (фр. Menneville) — коммуна во Франции, находится в регионе Пикардия. Департамент коммуны — Эна. Входит в состав кантона Гиньикур. Округ коммуны — Лан.
Код INSEE коммуны — 02475.

## Население
Население коммуны на 2010 год составляло 408 человек.
| 1962 | 1968 | 1975 | 1982 | 1990 | 1999 | 2010 |
| ---- | ---- | ---- | ---- | ---- | ---- | ---- |
| 218  | 209  | 235  | 233  | 252  | 275  | 408  |

## Экономика
В 2010 году среди 258 человек трудоспособного возраста (15—64 лет) 198 были экономически активными, 60 — неактивными (показатель активности — 76,7 %, в 1999 году было 72,9 %). Из 198 активных жителей работали 179 человек (96 мужчин и 83 женщины), безработных было 19 (8 мужчин и 11 женщин). Среди 60 неактивных 26 человек были учениками или студентами, 19 — пенсионерами, 15 были неактивными по другим причинам.